# Witt Denmark
Witt Denmark A/S er et internationalt dansk brandhouse med hovedkvarter i Herning. De har primært hvidevarer og køkkenelektronik i deres sortiment, som de i de senere år har udvidet til en række andre produkter. Witt kendes især for deres kogeplader og emhætter. De designer og udvikler selv deres produkter, men produktionen foregår på andre virksomheders fabrikker. Lager, logistik og markedsføring er væsentlige arbejdsområder, hvor der især satses på Nordeuropa. 
Witt blev etableret i 1993 af Allan Witt, der importerede hvidevarer til det danske marked. I 1998 etableres det nuværende aktieselskab. Siden 2019 er virksomheden ejet af Nanna Witt og Kasper Witt.
I 2024 havde Witt Denmark A/S 155 ansatte og en årsomsætning på 720 mio. kroner.

## Ekstern henvisning
- Officiel hjemmeside (dansk)